# Mesoarcheano
Il Mesoarcheano è la terza era geologica dell'eone Archeano. Va da 3,2 a 2,8 miliardi di anni fa e durò quindi 400 milioni di anni. Il periodo è definito cronologicamente e non corrisponde a uno specifico livello stratigrafico di sezioni rocciose sulla terra. Non ha quindi un GSSP definito dalla Commissione Internazionale di Stratigrafia.

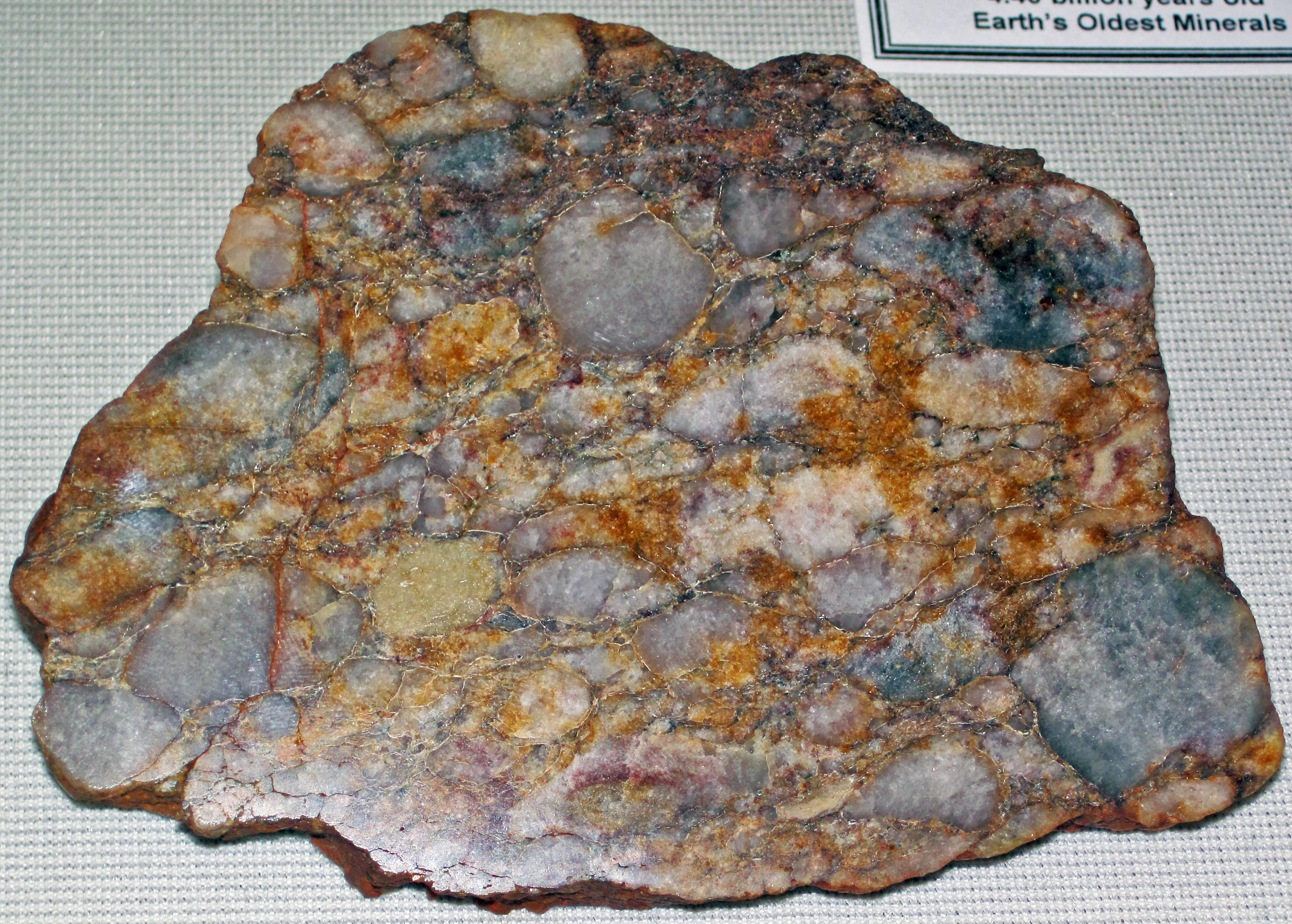
Metaconglomerato di quarzo datato al Mesoarcheano (Jack Hills, Australia)

L'era successiva è denominata Neoarcheano, la precedente Paleoarcheano.

## Eventi importanti
Durante il Mesoarcheano si produsse la prima glaciazione registrata, Pongola, avvenuta fra circa 2,9 e 2,78 miliardi di anni fa e che si ritiene possa essere stata causata da una destabilizzazione del clima legata al metabolismo dei primi microorganismi.
Il primo supercontinente, il Vaalbara, si frammentò proprio alla fine di questa era, attorno ai 2,8 miliardi di anni fa.

## Biologia
La vita microbica con numerosi e diversificati metabolismi si espanse durante il Mesoarcheano. Questi organismi produssero gas che influenzarono la composizione atmosferica della Terra primitiva. I cianobatteri producevano ossigeno gassoso, il quale iniziò ad accumularsi nell'atmosfera solo più avanti nell'Archeano. Piccole oasi di acqua sufficientemente ossigenata esistevano tuttavia in alcuni ambienti marini costieri poco profondi di quest'epoca.
Alcuni fossili ritrovati in Australia indicano che le stromatoliti erano frequenti sulla terra durante l'era Mesoarcheana.